# Linosz
Linosz (görögül: Λίνος) a görög mitológiában Apollón és Pszamathé nimfa fia, akit anyja kitett. Más változatban Kalliopé múzsa az anyja, aki Oiagrosz felesége volt, de Apollón itt is szóba kerül.
Pásztorok nevelték fel, később kutyák tépték szét. Az isten ezért Argoszra szabadította a szörnyű Bosszút, aki gyermekeket ölt meg. Linosz keserű sorsát siratóénekek (először egy gyászdalt neveztek Linosznak) és hagyományos ismétlődő sirámok örökítették meg, ezeket Linosz tiszteleterére rendezett rituális szertartás alkalmával adták elő, s ilyenkor kutyaáldozatot mutattak be neki.
Egy másik változat szerint Linosz Urania múzsa fia és Poszeidón unokája, híres zenész és dalnok, a Helikón hegy egyik barlangjában élt, vetélytársa, Apollón féltékenységből megölte. A Linoszt sirató ének elterjedt az egész világon, s a szenvedéséről szóló dalokat nemcsak a görögök, hanem az egyiptomiak is énekelték. 
Pauszaniasz még egy adalékkal szolgál: Linosz, a thébai Iszmeniosz fia, zenére tanította az ifjú Héraklészt és testvérét, Iphiklészt. Amikor Linosz egyszer megfenyítette Héraklészt, az hirtelen haragjában halálos ütést mért rá lantjával.